# 'Abdullah ibn 'Abdil-Mouttalib
Abdullah bin Abd al-Muttalib (en arabe : عَبْد الله بَن عَبْد ٱلْمُطَّلِب / ʻAbd Allāh bin ʻAbd al-Muṭṭalib), né vers 545 et mort en 570 (en arabe ‘abd ’Allah signifie serviteur d'Allah), fils d’Abd al-Muttalib et frère d’Abû Tâlib, était le père de Mahomet.

## Biographie traditionnelle
Selon Al-Kalbi, Abd-Allāh serait né vers 545. Sa date traditionnelle de mort est vers 570. "Selon une histoire bien connue, 'Abd al-Muttalib aurait juré que s'il avait dix fils qui atteignaient la majorité, il en sacrifierait un; il y parvint et désigna 'Abd Allah par tirage au sort. Finalement, il sacrifia 100 chameaux à la place".
Il s'est marié avec Amina, fille de Wahb. Ce mariage peut avoir été causé par une volonté de rapprocher les deux clans. Mahomet est son unique fils.
Il meurt vers 570 à Médine. Selon les sources, cette mort advient quelques mois avant ou après la naissance de Mahomet. Les sources sont aussi discordantes sur les raisons de sa mort à Médine.

## Approche historique
Shoemaker résume ainsi la question : "Ainsi est-il largement admis dans les études occidentales sur les origines de l'islam que quasiment rien de ce qui est rapporté par les sources musulmanes anciennes ne peut être considéré comme authentique, et que la plupart des éléments au sujet de Muhammad et de ses compagnons contenus dans ces récits doivent être considérés avec beaucoup de méfiance". Inscrites dans la tradition musulmane et dans des textes qui, à partir du IXe siècle, "ont donné une image très particulière des grands personnages qui ont marqué l’histoire de l’islam à ses débuts", pour Imbert, "l'image de ces personnages illustres ne reflète plus qu'elle-même". 
Peu d'informations ne sont données par les sources anciennes. Il est cité dans plusieurs sources comme Ibn Hisham, Ibn Sa'ad et Tabari. Pour Uri Rubin, "La chronologie de sa biographie est inconsistante". Ainsi, son âge de mort est différent selon les sources (entre 18 et 30 ans). "Ces incohérences indiquent diverses tentatives pour donner à sa biographie une chronologie fixe. Le point commun à tous les récits est que Mahomet a grandi en tant qu'orphelin, conformément à Q:93: 6"
La tradition musulmane a élaboré des récits autour de ce personnage en lien avec la figure de Mahomet et à sa dimension prophétique.